# Isabelle de Hertogh
Isabelle de Hertogh est une actrice belge.

## Biographie
Isabelle de Hertogh est élève du Conservatoire royal de Bruxelles, où elle obtient un premier prix d'art dramatique en 1998, puis du Conservatoire royal de Mons (prix supérieur de déclamation en 1999). Au début des années 2000, elle fait partie de la Ligue d’improvisation professionnelle belge. Elle est également clown dans les hôpitaux. Elle débute à la télévision en jouant une bonne sœur "ronde" dans le téléfilm Les Hirondelles d'hiver. Elle obtient son premier rôle important dans le film belge Hasta la vista, distribué en France par Claude Lelouch. Claude Lelouch lui offre d'autres rôles par la suite (Salaud, on t'aime, Chacun sa vie). En 2017, elle tient l'un des rôles féminins principaux du film Vive la crise !, puis joue pour Bertrand Blier dans Convoi exceptionnel.
Le chanteur Barcella  écrit « Chevaux Sauvages » en pensant à  elle.
Sandrine Bonnaire s'inspire de son histoire d'enfant née sous X pour réaliser un film sur l'identité,.

## Filmographie

### Cinéma
- 2008 : JCVD de Mabrouk El Mechri : Manager Magasin de Jouets
- 2008 : Les Enfants de Timpelbach de Nicolas Bary : Édith Benz
- 2011 : Hasta la vista de Geoffrey Enthoven : Claude[3]
- 2013 : Je suis supporter du Standard de Riton Liebman : L'infirmière
- 2013 : Au bonheur des ogres de Nicolas Bary : La cliente mécontente
- 2013 : Henri de Yolande Moreau : L'amie de Laetitia
- 2013 : Baby Balloon de Stefan Liberski : Felicie
- 2014 : Salaud, on t'aime de Claude Lelouch : Isabelle
- 2014 : Le Grimoire d'Arkandias de Alexandre Castagnetti et Julien Simonet : Catherine, l'éducatrice internat
- 2014 : Bouboule de Bruno Deville
- 2016 : La Fille de Brest d'Emmanuelle Bercot : Corinne Zacharria
- 2016 : Paris pieds nus de Abel et Gordon : Amoureuse de la laverie
- 2017 : Vive la crise de Jean-François Davy : Lola
- 2017 : Chacun sa vie de Claude Lelouch : Isabelle
- 2017 : Nos patriotes de Gabriel Le Bomin : Noémie, la bonne
- 2019 : Convoi exceptionnel de Bertrand Blier : La boulangère
- 2019 : Chamboultout d'Éric Lavaine : Cliente librairie
- 2019 : 100 kilos d'étoiles de Marie-Sophie Chambon : Jocelyne[8]
- 2021 : Illusions perdues de Xavier Giannoli : Bérénice
- 2021 : 8 Rue de l'Humanité de Dany Boon : une cliente de la superette
- 2021 : Earwig de Lucile Hadzihalilovic : la concierge
- 2023 : Coup de chance de Woody Allen : Charlotte
- 2024 : La Vierge à l'enfant de Binevsa Berivan : Babette
- 2025 : Des jours meilleurs d'Elsa Bennet et Hyppolyte Dard : Huguette

### Télévision
- 1999 : Les Hirondelles d'hiver d'André Chandelle
- 2008 : Françoise Dolto, le désir de vivre de Serge Le Péron : La patronne de la lingerie
- 2011 : Joseph l'insoumis de Caroline Glorion : Mme Richet
- 2013 : Les Petits Meurtres d'Agatha Christie (saison 2, épisode 3) : Bella Siatidis
- 2016 : Accusé saison 2 (1 épisode) : Brigitte
- 2016 :  Section de recherches (S10E07 Dérives) : Kathy
- 2017 : Le Viol d'Alain Tasma
- 2017 : Funcorp (série Canalplay) : Patricia Krap
- 2018 : Ils ont échangé mon enfant d'Agnès Obadia : Madame Kretz
- 2018 : La Révolte des innocents de Philippe Niang : Suzanne Roumier
- 2019 : Les Rivières pourpres (saison 2, épisode 3) : Marie-Pierre
- 2019 : À l'intérieur de Vincent Lannoo : Leila
- 2019 : Prise au piège de Karim Ouaret : Madeleine Leprince
- 2021 : Les Aventures du jeune Voltaire d'Alain Tasma : La gouvernante
- 2021 : La Corde de  Dominique Rocher : Hélène
- 2022 : Disparition inquiétante (série, épisode « Sous pression ») : Marie-France Santoni
- 2024 : Fortune de France de Christopher Thompson : Maligou